# Ребрик, Виктор Николаевич
Виктор Николаевич Ребрик — советский хозяйственный, государственный и политический деятель.

## Биография
Родился в 1942 году в Мензелинске. Член КПСС с 1964 года.
С 1965 года — на хозяйственной, общественной и политической работе. В 1965—1992 гг. — инженер завода имени Калинина в Смоленске, второй секретарь Смоленского горкома ВЛКСМ, инструктор ЦК ВЛКСМ, второй секретарь Чарджоуского обкома ЛКСМ Туркмении, второй секретарь ЦК ЛКСМ Туркмении, заведующий промышленно-транспортным отделом ЦК КП Туркмении, аспирант АОН при ЦК КПСС, заведующий промышленным отделом ЦК КП Туркмении, второй секретарь Чарджоуского обкома КП Туркмении, секретарь ЦК КП Туркмении.
Избирался депутатом Верховного Совета Туркменской ССР 9-го, 10-го, 11-го и 12-го созывов.
Живёт в России.